# Hassi Messaoud
Hassi Messaoud (em árabe: حاسي مسعود) é uma comuna localizada na província de Ouargla, Argélia. De acordo com o censo de 2008, a população total da cidade era de 45 147 habitantes.